# Esquirol vermell tropical
L'esquirol vermell tropical (Notosciurus granatensis) és una espècie de rosegador del gènere Notosciurus. Viu a Costa Rica, Panamà, Colòmbia, l'Equador, Trinitat i Tobago i Veneçuela. Ocupa una gran varietat d'hàbitats forestals, des dels boscos al nivell del mar fins als boscos montans. També se'l troba a àrees de pícnic. És una espècie en risc mínim, és a dir, no sembla que hi hagi cap amenaça significativa per a la seva supervivència.
Existeixen sis subespècies d'aquest esquirol americà.